# نبرد رودخانه چونگ‌چون

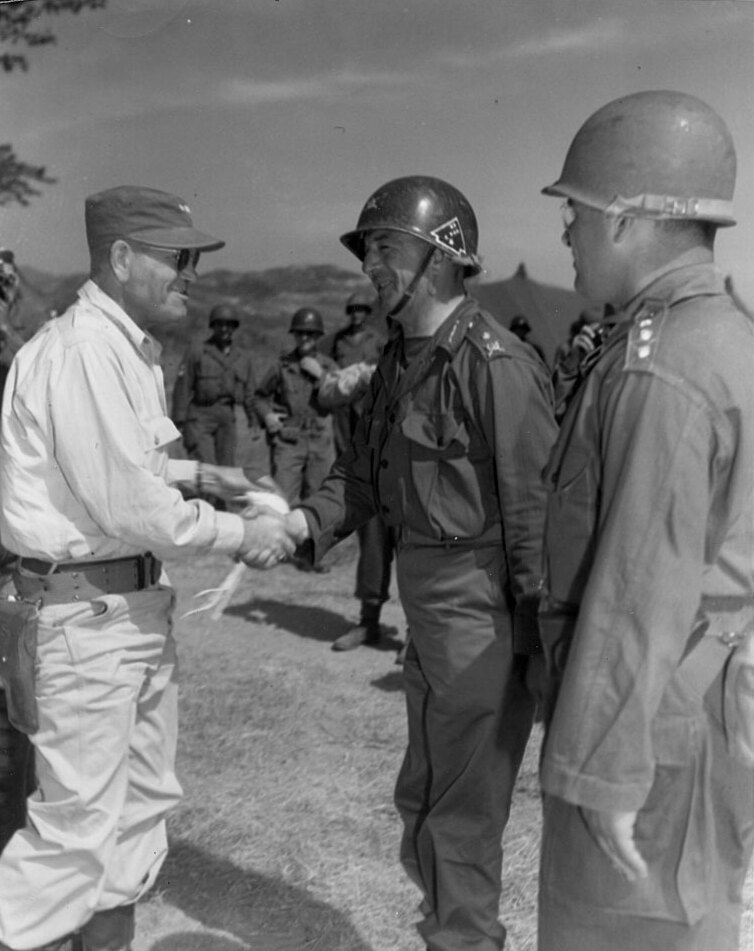
فرمانده تیپ تُرک، تحسین یازیچی و ژنرال آمریکایی فرانک ملبورن

نبرد رودخانه چونگ‌چون (چینی: 清川江 战役 ؛ انگلیسی Battle of the Ch'ongch'on River) نبردی سرنوشت ساز در جنگ کره بود که از ۲۵ نوامبر تا ۲ دسامبر ۱۹۵۰، در امتداد دره رودخانه چونگ‌چون در قسمت شمال‌غربی کره شمالی اتفاق افتاد. در واکنش به مبارزات موفقیت‌آمیز مرحله اول چینی علیه نیروهای سازمان ملل، ژنرال داگلاس مک آرتور عملیاتی را برای اخراج نیروهای چینی از کره و پایان جنگ آغاز کرد. با پیش‌بینی این واکنش، فرمانده ارتش داوطلب خلق چین یک ضد حمله با نام "کارزار فاز دوم" را علیه نیروهای پیشرو سازمان ملل برنامه‌ریزی کرد.
به امید تکرار موفقیت در مبارزات فاز اول قبل ، ارتش سیزدهم چین برای اولین بار در شب ۲۵ نوامبر ۱۹۵۰ در نیمه نوامبر ۱۹۵۰ یک سری حملات غافلگیرانه را در امتداد دره رودخانه چونگ‌چون آغاز کرد. عملیات فاز دوم در واقع جناح راست ارتش هشتم ایالات متحده را نابود می‌کرد در حالی که به نیروهای چینی اجازه می‌داد به سرعت به مناطق پشتی نیروهای سازمان ملل متحد حرکت کنند. در نبردها و عقب‌نشینی های بعدی در طی دوره ۲۶ نوامبر تا ۲ دسامبر ۱۹۵۰ ، اگرچه ارتش هشتم ایالات متحده موفق به جلوگیری از محاصره توسط نیروهای چینی شد، اما ارتش سیزدهم چین همچنان توانست خسارات سنگینی را به نیروهای در حال عقب‌نشینی سازمان ملل متحد وارد کند. خسارات سنگین ارتش هشتم ایالات متحده تمام نیروهای سازمان ملل را مجبور به عقب‌نشینی از کره شمالی به مدار سی و هشت کرد.